# Renegar Glacier
Renegar Glacier är en glaciär i Antarktis. Den ligger i Östantarktis. Nya Zeeland gör anspråk på området. Renegar Glacier ligger 970 meter över havet.
Terrängen runt Renegar Glacier är kuperad åt sydost, men åt nordväst är den bergig. Trakten är obefolkad. Det finns inga samhällen i närheten. 